# Orosháza
Orosháza (in romeno Oroș) è una città ungherese di 32.052 abitanti (dati 2001). È situata nella parte occidentale della contea di Békés tra i fiumi Körös e Mureș.

## Storia
Situata tra due fiumi è abitata fin dall'antichità. La chiesa principale, Luterana, è stata costruita tra il 1777 e il 1830 in stile tardo barocco. Nel corso del secolo XX è diventata un importante centro culturale della provincia, sede di musei.

## Luoghi d'interesse
- Chiesa Luterana (stile Barocco)
- Giardino botanico Rágyánszky, con 2000 varietà di piante presenti
- Museo Szántó Kovács János

## Amministrazione

### Gemellaggi
- Carei
- Ivančice
- Skedsmo
- Kuusankoski
- Băile Tușnad
- Schalksmühle
- Altendiez
- Bad Liebenstein
- Cotignola
- Fusignano
- Llanes
- Srbobran